# William Lucas Root
William Lucas Root (1919 - 22 avril 2007) est un théoricien américain de l'information. En tant que pionnier dans le domaine, Root joue un rôle déterminant dans la fourniture d'une base mathématique pour la théorie de la communication statistique.

## Biographie
Root est né dans l'Iowa, obtenant son baccalauréat de l'université d'État de l'Iowa en 1940 et une maîtrise du MIT en 1943, tous deux en génie électrique. Il sert comme officier de la Marine pendant la Seconde Guerre mondiale, en 1952 reçoit son doctorat en mathématiques du MIT, et rejoint ensuite le Laboratoire Lincoln, en tant que chef de son groupe d'analyse 1959-1961. De 1962 à 1987, il est professeur de génie aérospatial à l'université du Michigan.
Root est membre de l'IEEE et reçoit le prix prix Claude-Shannon en 1986.